# Futsal Club Benago
Il Futsal Club Benago è una società ceca di calcio a 5 con sede a Praga.

## Storia
Nella stagione 2008-09 gioca nella Futsal Liga, prima divisione del campionato ceco di calcio a 5.